# Umsonst gekämpft
Umsonst gekämpft è un cortometraggio muto del 1920. Non si conosce il nome del regista che non viene riportato nei credit del film, interpretato da Rudolph Schildkraut.

## Produzione
Il film fu prodotto dalla Hellmuth-Film, una piccola compagnia indipendente di Vienna che, tra il 1919 e il 1920, produsse cinque film, che avevano quasi tutti come protagonista l'attore Rudolph Schildkraut.

## Distribuzione
In Austria, il film è uscito il 9 gennaio 1920. Non si hanno altre documentazioni sulla pellicola che probabilmente è andata perduta.